# Nedbryderfødekæde
Nedbryderfødekæder er fødekæder, der begynder hos førnen. Førnen er det døde, organiske stof, som også kaldes detritus. Derfor hedder disse fødekæder også detritusfødekæder. Fra førnen går fødekæden via nedbryderne til rovdyrene. Derfra kan de fortsætte i endnu et led, nemlig rovdyr, som æder rovdyr. Ofte kan man se eksempler på, at rovdyr fra græsningsfødekæderne optræder som rovdyr af 3. orden i nedbryderkæden.
Førne → Nedbrydere → Rovdyr → Rovdyr af 2. orden (→ Rovdyr af 3. orden)

## Eksempler på nedbryderfødekæder
- Bøgeblade → Bakterie → Amøbe → Rovnematode
- Nedfaldsfrugt → Sølvkræ → Solsort → Kat
- Pollen → Springhale → Edderkop → Gravehveps
- Fjer → Bakterie → Regnorm → Skolopender → Stær